# Södermanland (condado)
O Condado da Södermanland (em sueco: Södermanlands län;  ouça a pronúncia) ou informalmente Sörmlands län, raramente Condado da Sudermânia (em latim: Sudermanniae Comitatus), é um dos 21 condados em que a Suécia está atualmente dividida.                                                                 

Abrange a maior parte da província histórica da Södermanland, na região histórica da Svealand. 

Ocupa 1,4% da superfície total do país, e tem uma população de 301 857 habitantes (2024).                                                                           A sua sede administrativa (residensstad) está na cidade de Nyköping.

## Etimologia e uso
Södermanland deriva das palavras nórdicas söder (sul), man (homem) e land (terra), significando "Terra dos homens do Sul" (Södermännens land, Suþermanna land em sueco antigo), isto é aqueles que viviam ao sul da Uppland.

Em textos em português costuma ser usada a forma original Södermanland, ocasionalmente transliterada para Sodermanland por adaptação tipográfica, e raramente como Sudermânia.

## História
O Condado da Södermanland foi fundado em 1634, abrangendo então a província histórica da Södermanland. Em 1714, a sua parte oriental foi todavia integrada no recém-criado condado de Estocolmo.

### O condado atual
Abarca praticamente toda a província histórica da Södermanland, com exceção da ilha de Södertörn que pertenceao condado de Estocolmo.. 

A Svealand
A Província histórica da Södermanland
O Condado da Södermanland

### Brasão
O brasão do condado de Södermanland foi herdado diretamente da província histórica de Södermanland, apesar da parte oriental da província ter sido transferida para o condado de Estocolmo. Foi originalmente criado em 1560 por ocasião do funeral do rei Gustavo Vasa. Quando é representado com uma coroa real, simboliza o governo civil do condado (länsstyrelse).

## Geografia

### Comunas
O condado está dividido em 9 comunas (kommuner):

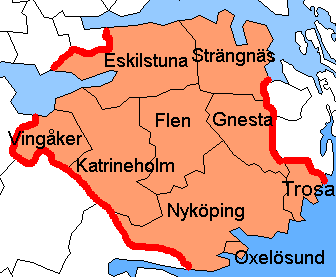

- Eskilstuna
- Flen
- Gnesta
- Katrineholm
- Nyköping
- Oxelösund
- Strängnäs
- Trosa
- Vingåker

### Cidades e localidades principais
Os maiores centros urbanos (tätorter) do condado eram em 2019:

| Nr | Cidade      | População |
| -- | ----------- | --------- |
| 1  | Eskilstuna  | 70 729    |
| 2  | Nyköping    | 33 546    |
| 3  | Katrineholm | 24 467    |
| 4  | Strängnäs   | 14 372    |
| 5  | Oxelösund   | 11 405    |
| 6  | Torshälla   | 9 375     |
| 7  | Trosa       | 6 821     |
| 8  | Flen        | 6 659     |
| 9  | Gnesta      | 6 385     |
| 10 | Skiftinge   | 5 173     |

### Comunicações
O condado é atravessado no sentido este-oeste pelas estradas europeias E4 (passando por Nyköping) e  E20 (passando por Eskilstuna e Strängnäs).
Katrineholm é um importante nó ferroviário onde convergem várias linhas férreas: Estocolmo-Katrineholm-Gotemburgo, Estocolmo-Nyköping-Malmö e Estocolmo-Eskilstuna-Karlstad.
O condado dispõe de um grande porto em Oxelösund e de um aeroporto internacional em Skavsta, perto de Nyköping.

### Educação

#### Ensino superior
- Universidade de Mälardalen (Mälardalens universitet; Eskilstuna e Västerås)

## Política e administração regional

### Órgão administrativo regional
Como subdivisão regional, o condado é chefiado por um governador (landshövding), nomeado pelo governo, e tem a missão de executar as tarefas administrativas do estado nesse mesmo condado, contando para tal com o ”Conselho Administrativo do Condado da Södermanland” (Länsstyrelsen i Södermanlands län). 

### O condado e a região
No mesmo território do Condado da Södermanland (län), opera a Região Sörmland (region). Enquanto que o condado é um órgão administrativo – cujo governador é nomeado pelo estado, a região é um órgão político – eleito pelos cidadãos, e responsável pela gestão local da saúde, transportes, cultura, etc…

### O condado na União Europeia
No âmbito da União Europeia, o Condado de xxxxxx é uma unidade estatística do tipo (Nuts 3).

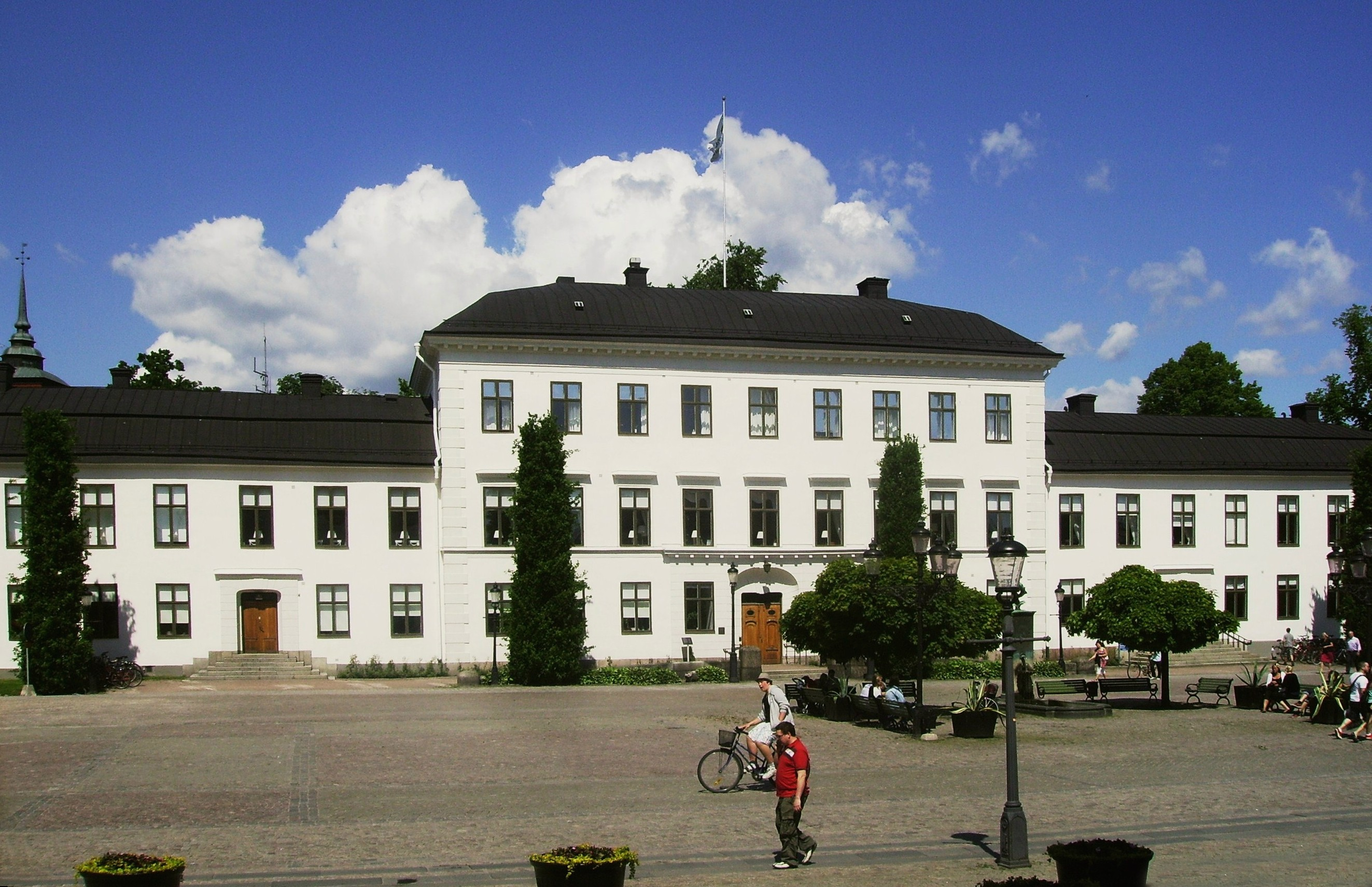
Edifício do Conselho Administrativo do Condado da Södermanland (Länsstyrelsen i Södermanlands län) na cidade de Nyköping